# Silvestre Ecolo
Silvestre Ecolo (* 20. September 1984 in Äquatorialguinea), auch in der Schreibweise Sylvestre Ekolo oder kurz Gato bekannt, ist ein ehemaliger äquatorialguineischer Fußballspieler auf der Position eines Torhüters. Er war zuletzt für Renacimiento FC und die äquatorialguineische Fußballnationalmannschaft aktiv.

## Karriere

### Verein
Seine gesamte Vereinskarriere verbrachte Ecolo in seiner äquatorialguineischen Heimat, wo er im Jahr 2001 im Kader des Erstligisten Akonangui FC sein Profidebüt gab. Hier gewann er bereits in seiner ersten Saison für den Verein aus Ebebiyín den Titel des Landesmeisters. Nach Ablauf der Saison wechselte er 2002 innerhalb der Liga zum Hauptstadtklub Atlético Malabo und platzierte sich mit der Mannschaft auf den vierten Tabellenplatz. Ein Jahr später gewann Ecolo, an der Seite der Mittelfeldspieler Deogracias Abaga, José Ncogo und Lino Makuba, seine zweite äquatorialguineische Meisterschaft. Informationen, ob er im gleichen Jahr auch im Finale gegen Deportivo Mongomo den Nationalen Pokal gewann, sind aus den Quellen jedoch nicht zu entnehmen. An den Erfolg der äquatorialguineischen Meisterschaft von 2003 konnte er mit der Mannschaft bis zum Jahr 2005 nicht mehr anknüpfen. Zur Saison 2006 wechselte er zum Ligakonkurrenten und Stadtrivalen Renacimiento FC und wurde erneut Landesmeister. Mit der Mannschaft um Lawrence Doe, José Bokung Alogo und Parfait Kognongue konnte er den Titel ein Jahr später erfolgreich verteidigen. Ecolo verblieb noch zwei weitere Jahre im Kader der Hauptstädter, in denen er jedoch keine Vereinstitel mehr gewinnen konnte. Ob Ecolo seine Karriere nach Ablauf der Saison 2009 beendete, weiterhin im Kader von Renacimiento FC verblieb oder zu einem anderen Verein wechselte, ist nicht bekannt.

### Nationalmannschaft
Sein Debüt für die äquatorialguineische Fußballnationalmannschaft gab Ecolo am 13. Oktober 2002, im Rahmen der Qualifikation zum Afrika-Cup 2004 unter dem damaligen Trainer Francisco Nsi Nchama, gegen die Auswahl von Marokko (5:0). Er nahm an Qualifikationsspielen zur Fußball-Weltmeisterschaft (2006) und der Afrikameisterschaft (2004) teil, konnte dabei jedoch keine nennenswerten Erfolge erzielen. Zudem war er gemeinsam mit Juvenal und Jaime Mpanga Teilnehmer des CEMAC Cup 2007. Er schied mit der Mannschaft aber bereits in der Vorrunde nach einer Niederlage gegen die Republik Kongo (2:1) und einen Remis gegen Gabun (1:1) aus. Das Spiel gegen die Auswahl von Gabun am 9. März 2007 war gleichzeitig auch sein letzter Einsatz im Trikot der Nzalang Nacional.

### Erfolge
Verein
- Äquatorialguineischer Meister: 2001, 2003, 2006, 2007